# 砂糖電池
砂糖電池（さとうでんち）とは、砂糖をエネルギー源とする燃料電池である。

## 初期のもの
2003年9月、マサチューセッツ大学アマースト校教授のラブレー (Derek R.Lovley) とチョードリー (Swades Chaudhuri) は、砂糖を分解する新種の微生物を利用した砂糖電池の実用化の可能性を示唆した。
この新発見された微生物は砂糖などの炭水化物を酸化させる際に長期間の安定した電力を生産することが可能で、松下電器産業などの企業が従来の炭水化物から電力を得ようとしている方式で電力生産を行った場合には10 %程度の砂糖→電力への変換しか行えなかったが、この微生物を利用した電力生産を行った場合にはその効率が80 %まで向上する可能性を語っている。また、従来方式では効率向上のために毒性のある媒体を使用せねばならなかったが、微生物方式では媒体が必要ないことが大きなメリットであるとしている。
この微生物を利用した電力生産方式では理論上カップ1杯に満たした砂糖で60ワット電球を17時間点灯させることが可能としているが、商業実用化のためには高電圧を得ることや電力生産の速度についても解決すべき問題があるとラブレーは語っている。

## 実用化へ向けた発展
2007年3月25日、アメリカ化学会 (American Chemical Society, ACS) 第233回全米会議で、セントルイス大学教授のシェリー・ミンティアを筆頭とする研究グループが開発に成功したことを報告した。シェリー・ミンティア開発のプロトタイプでは切手サイズの電池を使用し、電卓を動作させることに成功している。シェリー・ミンティアは今後の実験成果で性能向上が認められた場合、3年から5年のうちに実用化できると語っている。
また、2007年3月25日現在の実験成果では、電池のエネルギー源として糖分が溶けた電解質の液体を使用し、
- ブドウ糖
- 気の抜けた炭酸飲料
- 粉末飲料を水に溶かしたもの
- 樹液
- 普通の砂糖を水に溶かしたもの

の全てで成功している。最も電力補給能力が高かったのは砂糖水という研究結果も得ている。